# Озёрное (Херсонская область)
Озёрное (укр. Озерне) — посёлок в Скадовской городской общине Скадовского района Херсонской области Украины.
Население по переписи 2001 года составляло 110 человек. Почтовый индекс — 75704. Телефонный код — 5537.

## География
Находится на побережье Чёрного моря (Каржинский залив) при озере Каржинское.

## Местный совет
75705, Херсонская обл., Скадовский р-н, пос. Антоновка, ул. Победы, 28б